# Узелков В'ячеслав Валентинович
В'ячеслав Узелков (8 квітня 1979, Вінниця — 9 листопада 2024, Вінниця) — український боксер-професіонал, призер чемпіонатів світу та Європи серед аматорів. Після завершення кар'єри боксера був телеведучим.

## Біографія

### Початок боксерської кар'єри
Боксом почав займатися з 1987 року. Перший тренер — Дмитро Шамис, потім по черзі займався у Ігоря Мусієнка та Анатолія Вальчука. Під час профікар'єри Узелков тренувався під керівництвом Віталія Вдовкіна і Вадима Лаврінця. На любительському рингу В'ячеслав відзначився такими вагомими здобутками, як перемога на чемпіонаті Європи серед юніорів в Бірмінгемі (Англія) в 1997 році, друге місце на Кубку світу 1998 року в Пекіні (Китай) і третє місце на Всесвітніх Іграх військовослужбовців в Загребі (Хорватія) в 1999 році.
На чемпіонаті Європи 2000 в категорії до 81 кг програв у першому бою.
На чемпіонаті світу 2001 в Белфасті (Північна Ірландія) Узєлков став третім в категорії до 91 кг.
- В 1/8 фіналу переміг Станіслава Бартека (Чехія) — RSCI 3
- У чвертьфіналі переміг Андреаса Густавсона (Швеція) — 30-26
- У півфіналі програв Девіду Хею (Англія) — 15-25

Того ж року посів друге місце на престижному турнірі в Гельсінкі (Фінляндія).
2002 року завоював срібло чемпіонату Європи в Пермі (Росія).
- В 1/8 фіналу переміг Стефана Балінта (Румунія) — RSCI 3
- У чвертьфіналі переміг Ярославаса Якшто (Литва) — 30-26
- У півфіналі переміг Марата Товмасяна (Вірменія) — 27-17
- У фіналі програв Євгену Макаренко (Росія) — 8-21

2003 року був третім на представницькому турнірі Странджа в Болгарії і посів друге місце на Кубку Чорного моря в Судаку (Україна).

### Професійний бокс
Дебют Узелкова на професійному рингу відбувся 24 жовтня 2004 року, коли В'ячеслав переграв в шести раундах Сулеймана Джерілова. Слідом за цим Узелков здобув сім перемог над суперниками різного рівня, серед яких слід виділити гостьовий успіх у бою з французом Маджідом Бен Дріссом, а також протистояння зі значно більш досвідченим конголезцем Мукаді Манда, якого В'ячеслав здолав за очками.
27 лютого 2007 року в колекції В'ячеслава з'явився перший титул — за версією EBU-EE, який він завоював у поєдинку проти росіянина Артема Вичкіна. 13 вересня 2007 року завоював титул Інтерконтинентального чемпіона за версією WBA в напівважкій вазі, нокаутувавши в 6-му раунді непереможного іспанського боксера Габріеля Кампільйо (12-0). У першому захисті титулу нокаутував аргентинця Хуліо Сезара Домінгеза. У червні 2008 року Узелков нокаутував непереможного боксера зі Словенії Дениса Шимича (19-0).
Після ще трьох вдалих поєдинків 23 липня 2010 року у Лемурі (Каліфорнія) Узелков вийшов на бій за звання чемпіона світу за версією WBA з боксером з Казахстану Бейбутом Шуменовим. У першому раунді В'ячеслав надіслав казаха в нокдаун, але в подальших раундах був несхожим на себе. Шуменов був набагато активніший і, починаючи з 3 раунду, контролював хід поєдинку. Після закінчення 12 раундів одноголосним рішенням суддів переміг Шуменов. В'ячеслав вперше програв на професійному рингу. Слід зазначити, що в процесі підготовки до бою в США не найкращим чином спрацювали представники K2 Promotions, не забезпечивши умов для нормальної належної підготовки підписаного у них бійця, а тренеру і катмену Узелкова — Вдовкіну Віталію і Лучнікову Дмитру не видали в посольстві США паспорти з візою, в результаті чого стався безпрецедентний випадок — в куту Узелкова під час чемпіонського бою не було жодної людини з його команди.
Після поразки від Шуменова В'ячеслав виграв 3 поєдинки, а потім програв німцю Едуарду Ґуткнехту в бою за титул чемпіона Європи за версією Європейського боксерського союзу. Після бою із Едуардом переніс інсульт. Згодом В'ячеслав переміг двох досвідчених боксерів і повинен був вийти на титульний бій з чемпіоном WBO Натаном Клеверлі, але поєдинок з британцем зірвався. 16 березня 2013 В'ячеслав Узелков поступився французу Дуду Нгумбу.
9 листопада 2013 року в Києві В'ячеслав здобув перемогу нокаутом в бою проти американця Джейдона Кодрінгтона й завоював титул Інтернаціонального чемпіона за версією IBO в напівважкій вазі.
12 квітня 2014 року Узелков провів останній в кар'єрі бій, програвши сербу Геарду Аєтовичу.
Наприкінці березня 2024 року боксеру діагностували тромб у серці, тромб в аорті та гангрену ноги. У квітні він переніс складну операцію на серці та проходив реабілітацію, а згодом отримання II групи інвалідності.
9 листопада 2024 року помер. Похований на місцевому цвинтарі Вінниці 11 листопада 2024 року.

## Результати боїв
| Результат | Противник            | Досягнення | Раунд   | Спосіб | Дата              | Місце                         | Примітки                                                       |
| --------- | -------------------- | ---------- | ------- | ------ | ----------------- | ----------------------------- | -------------------------------------------------------------- |
| Поразка   | Геард Аєтович        | 30(19)-4   | 8 (8)   | SD     | 12 квітня 2014    | Бровари, Україна              |                                                                |
| Перемога  | Джейдон Кодрінгтон   | 30(19)-3   | 6 (12)  | TKO    | 9 листопада 2013  | Київ, Україна                 |                                                                |
| Перемога  | Аттіла Палко         | 29(18)-2   | 1 (8)   | KO     | 21 вересня 2013   | Харків, Україна               |                                                                |
| Поразка   | Дуду Нгумбу          | 28(17)-3   | 12 (12) | UD     | 16 березня 2013   | Київ, Україна                 |                                                                |
| Перемога  | Дьєрд Мароші         | 28(17)-2   | 1 (8)   | TKO    | 15 грудня 2012    | Черкаси, Україна              |                                                                |
| Перемога  | Мохамед Белкасем     | 27(16)-2   | 12 (12) | MD     | 21 липня 2012     | Одеса, Україна                |                                                                |
| Перемога  | Равшан Джаббаров     | 26(16)-2   | 8 (8)   | UD     | 12 травня 2012    | Бровари, Україна              |                                                                |
| Поразка   | Едуард Гуткнехт      | 25(16)-2   | 12 (12) | UD     | 4 лютого 2012     | Франкфурт-на-Майні, Німеччина |                                                                |
| Перемога  | Дмитро Адамович      | 25(16)-1   | 4 (8)   | KO     | 4 лютого 2012     | Харків, Україна               |                                                                |
| Перемога  | Іван Маслов          | 24(15)-1   | 6 (8)   | TKO    | 28 травня 2011    | Київ, Україна                 |                                                                |
| Перемога  | Гіоргі Тевдорашвілі  | 23(14)-1   | 8 (8)   | UD     | 13 листопада 2010 | Харків, Україна               |                                                                |
| Поразка   | Бейбут Шуменов       | 22(14)-1   | 12 (12) | UD     | 23 липня 2010     | Каліфорнія, США               | Бій за звання чемпіона світу за версією WBA в напівважкій вазі |
| Перемога  | Томек Адамек         | 22(14)-0   | 5 (12)  | TKO    | 21 жовтня 2009    | Київ, Україна                 |                                                                |
| Перемога  | Іштван Варга         | 21(13)-0   | 1 (10)  | TKO    | 18 липня 2009     | Одеса, Україна                |                                                                |
| Перемога  | Алехандро Лакатос    | 20(12)-0   | 12 (12) | UD     | 15 листопада 2008 | Київ, Україна                 |                                                                |
| Перемога  | Денис Шимчич         | 19(12)-0   | 3 (12)  | TKO    | 14 червня 2008    | Київ, Україна                 |                                                                |
| Перемога  | Хуліо Сезар Домінгес | 18(11)-0   | 3 (12)  | TKO    | 21 лютого 2008    | Київ, Україна                 |                                                                |
| Перемога  | Габріель Кампільйо   | 17(10)-0   | 6 (12)  | KO     | 13 вересня 2007   | Київ, Україна                 |                                                                |
| Перемога  | Золтан Кісс-молодший | 16(9)-0    | 1 (8)   | TKO    | 9 червня 2007     | Київ, Україна                 |                                                                |
| Перемога  | Павло Сукманський    | 15(8)-0    | 1 (8)   | RTD    | 9 червня 2007     | Київ, Україна                 |                                                                |
| Перемога  | Артем Вичкін         | 14(7)-0    | 7 (12)  | TKO    | 27 лютого 2007    | Київ, Україна                 |                                                                |
| Перемога  | Антон Краснолуцький  | 13(6)-0    | 1 (8)   | TKO    | 19 грудня 2006    | Київ, Україна                 |                                                                |
| Перемога  | Сергей Караневич     | 12(5)-0    | 8 (8)   | UD     | 23 вересня 2006   | Київ, Україна                 |                                                                |
| Перемога  | Артем Соломко        | 11(5)-0    | 8 (8)   | UD     | 23 червня 2006    | Київ, Україна                 |                                                                |
| Перемога  | Василь Андріянов     | 10(5)-0    | 6 (6)   | UD     | 23 червня 2006    | Київ, Україна                 |                                                                |
| Перемога  | Йосип Ялусич         | 9(5)-0     | 8 (8)   | UD     | 7 березня 2006    | Київ, Україна                 |                                                                |
| Перемога  | Мукаді Манда         | 8(5)-0     | 8 (8)   | UD     | 14 жовтня 2005    | Київ, Україна                 |                                                                |
| Перемога  | Маджід Бен Дрісс     | 7(5)-0     | 6 (6)   | UD     | 20 липня 2005     | Монте-Карло, Монако           |                                                                |
| Перемога  | Джонатан Ембрі       | 6(5)-0     | 1 (6)   | TKO    | 11 червня 2005    | Лас-Вегас, Невада, США        |                                                                |
| Перемога  | Ендрю Джордж         | 5(4)-0     | 2 (6)   | KO     | 17 квітня 2005    | Київ, Україна                 |                                                                |
| Перемога  | Дмитро Адамович      | 4(3)-0     | 5 (6)   | KO     | 20 березня 2005   | Київ, Україна                 |                                                                |
| Перемога  | Вадим Григорьєв      | 3(2)-0     | 1 (6)   | KO     | 24 лютого 2004    | Київ, Україна                 |                                                                |
| Перемога  | Ризван Магомедов     | 2(1)-0     | 1(6)    | TKO    | 13 лютого 2004    | Київ, Україна                 |                                                                |
| Перемога  | Сулейман Джерилов    | 1(0)-0     | 6 (6)   | UD     | 24 жовтня 2004    | Чернігів, Україна             |                                                                |

## Освіта
Мав дві вищі освіти: Вінницький державний педагогічний університет (фізкультурний факультет) і другий диплом отримав в Міжнародній академії управління персоналом.

## Політика
У 2020 році балотувався на пост мера Вінниці від проросійської партії ОПЗЖ. Підтримати В'ячеслава приїжджав Юрій Бойко.
Підкуповував виборців кашею. Набрав 4% на виборах 25 жовтня 2020 року, зайнявши 4 місце. Після 2020 року став спілкуватися українською мовою.

## Ведучий та актор

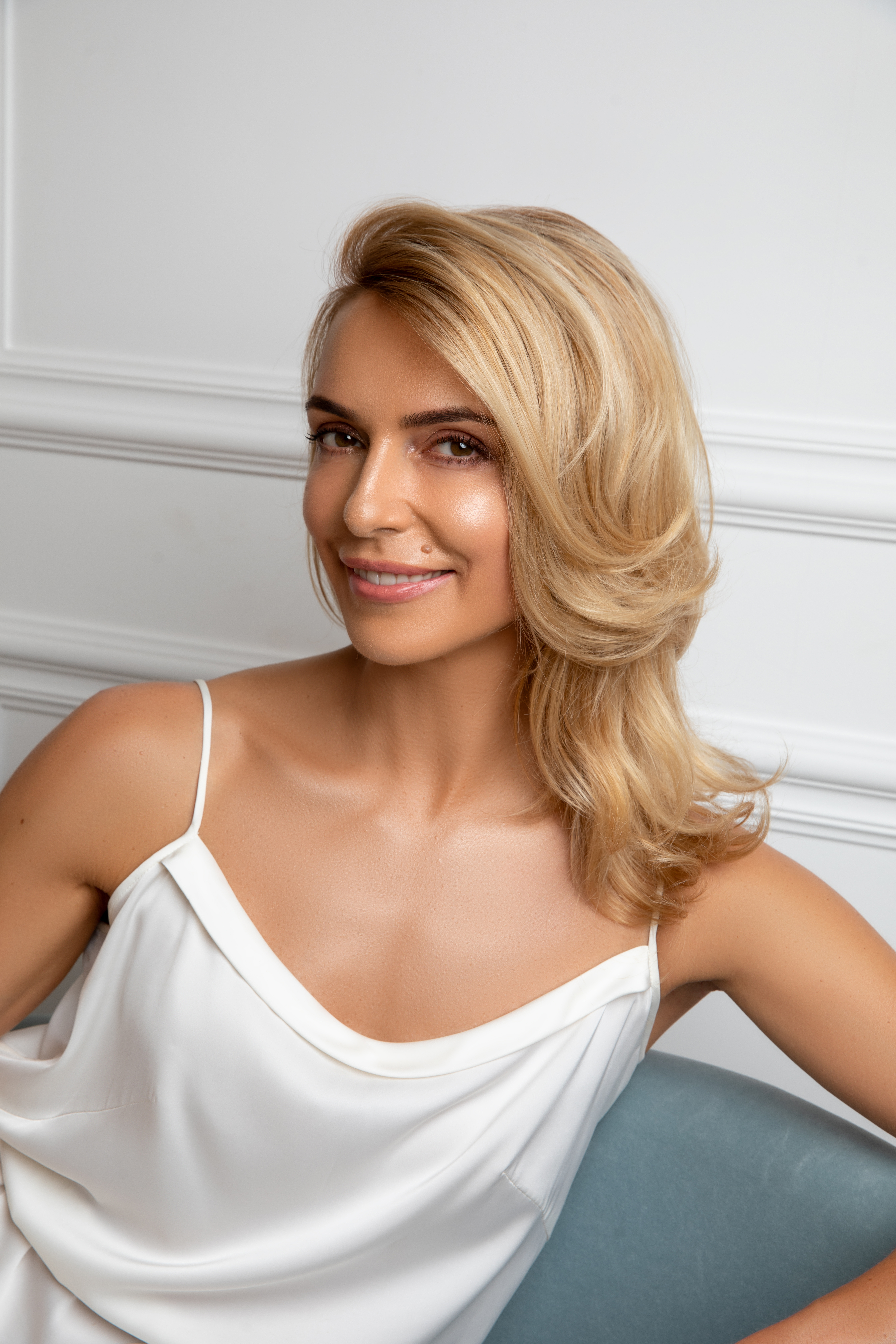
Марина Боржемська

Вперше взяв участь у зйомках у 2008 році в мелодрамі режисера Льва Карпова.
У 2009 році взяв участь у другому сезоні танцювального шоу «Танцюю для тебе».
У 2010 році брав участь у шоу телеканалу «Інтер» «Битва українських міст», де був капітаном команди його рідної Вінниці.
У 2011 році як гравець збірної України брав участь у шоу «Битва націй» (ICTV).
В 2012 році був учасником реаліті-шоу «Останній герой» (ICTV)
У 2013 році взяв участь у зйомках новорічного вогника для телеканалу «Інтер», де виконав кавер на пісню «Дельфин и русалка» з Ольгою Поляковою. Тоді ж брав участь у шоу «Танцюють всі!» як запрошений гість.
У 2014—2015 роках В'ячеслав був членом журі на передачі «Україна має талант». Потім разом із дружиною Мариною знімався у передачі «Зважені та щасливі».

## Сім'я
Був одружений з Мариною Боржемською 22 роки. У 2021 році розлучилися. Виховували разом двох дітей — сина Роберта (2009) і дочку Олівію (2012). У 2021 році знімався в передачі «Одруження наосліп» із Юлією Черницькою (7 сезон, 1-ий випуск). Зрештою віддав каблучку Юлії, повідомивши, що досі кохає Марину.